# Pabellón de Países Bajos en la Bienal de Venecia
El Pabellón de Países Bajos en la Bienal de Venecia es un espacio artístico ubicado en la ciudad de Venecia con motivo de la Bienal de Venecia. El Pabellón, diseñador por Ferdinand Boberg, fue originalmente construido en 1912. Fue posteriormente reconstruido en 1953 por Gerrit Thomas Rietveld. Desde 1995, la Fundación Mondrian es la responsable del Pabellón de Países Bajos en la Bienal de Venecia en la Bienal de Venecia.

## Expositores
- 1956 — Constant, Bart van der Leck, Piet Mondriaan y André Volten
- 1964 — Karel Appel, Lucebert y J. Mooy
- 1966 — Constant Nieuwenhuys
- 1968 — Carel Visser
- 1970 – Willem Graatsma y Jan Slothouber
- 1972 – Jan Dibbets
- 1976 – Jan Dibbets, Jerry de Keizer y Herman Herzberger
- 1978 – Douwe Jan Bakker, Sjoerd Buisman, Krijn Giezen y Hans de Vries
- 1980 — Ger van Elk
- 1982 — Stanley Brouwn
- 1984 — Armando
- 1986 — Reinier Lucassen
- 1988 — Henk Visch
- 1990 — Rob Scholte
- 1993 — Niek Kemps
- 1995 — Marlene Dumas, Maria Roosen, Marijke van Warmerdam (Comisariado: Chris Dercon)
- 1997 — Aernout Mik, Willem Oorebeek (Comisariado: Leontine Coelewij, Arno van Roosmalen)
- 1999 — Daan van Golden (Comisariado: Karel Schampers
- 2001 — Liza May Post (Comisariado: Jaap Guldemond)
- 2003 — Carlos Amorales, Alicia Framis, Meschac Gaba, Jeanne van Heeswijk y Erik van Lieshout (Comisariado: Rein Wolfs)
- 2005 — Jeroen De Rijke y Willem de Rooij (Comisariado: Martijn van Nieuwenhuyzen)
- 2007 — Aernout Mik (Comisariado: Maria Hlavajova)
- 2009 — Fiona Tan (Comisariado: Saskia Bos)
- 2011 — Barbara Visser, Ernst van der Hoeven, Herman Verkerk, Johannes Schwartz, Joke Robaard, Maureen Mooren, Paul Kuipers, Sanneke van Hassel, Yannis Kyriakides (Comisariado: Guus Beumer)
- 2013 — Mark Manders (Curator: Lorenzo Benedetti)
- 2015 — Herman de Vries (Curators: Colin Huizing, Cees de Boer)
- 2017 — Wendelien van Oldenborgh (Comisariado: Lucy Cotter)
- 2019 — Remy Jungerman y Iris Kensmil (Comisariado: Benno Tempel)